# ルート・ツィーザク
ルート・ツィーザク（Ruth Ziesak、1963年2月9日 - ）は、ドイツ出身のソプラノ歌手。
ホーフハイム・アム・タウヌスの出身。クリストフ・プレガルディエンの勧めでフランクフルト音楽・舞台芸術大学でエルザ・カヴァルティに声楽を師事。1988年にハイデルベルクでフランツ・レハールの《メリー・ウィドウ》の上演にヴァランシエンヌ役として出演してデビューを飾り、1990年からライン・ドイツ・オペラで歌うようになった。1991年にザルツブルク音楽祭でヴォルフガング・アマデウス・モーツァルトの《魔笛》でパミーナ役を演じて評判をとり、スカラ座、ミュンヘン国立歌劇場やウィーン国立歌劇場などにも出演するようになった。

## 註
1. ↑  bach-cantatas.com
2. ↑  ルート・ツィーザク - Discogs（英語）
3. ↑  ルート・ツィーザク - オールミュージック
4. ↑  “Ruth Ziesak (b. 1963)”. 2018年1月9日時点のオリジナルよりアーカイブ。2018年1月9日閲覧。

| スタブアイコン | サブスタブ | この項目は、まだ閲覧者の調べものの参照としては役立たない、人物に関連した書きかけの項目です。この項目を加筆・訂正などしてくださる協力者を求めています（P:人物伝/PJ:人物伝）。 |